# Roger Wicke
Roger Wicke est un footballeur français né le 20 janvier 1947 à Vimy (Pas-de-Calais). Il a joué milieu de terrain à Sedan dans les années 70. Il est mort le 08 janvier 2025 à Dijon (Côte-d'or).

## Carrière de joueur
- 1966-1969 :  RC Lens
- 1969- nov. 1974 :  CS Sedan-Ardennes
- Nov. 1974-1978 :  US Boulogne[1]

## Palmarès
- International espoir en 1969